# Ectactolpium eximium
Ectactolpium eximium es una especie de arácnido del orden Pseudoscorpionida de la familia Olpiidae.

## Distribución geográfica
Se encuentra Namibia.